# 愛知県道121号津島稲沢線

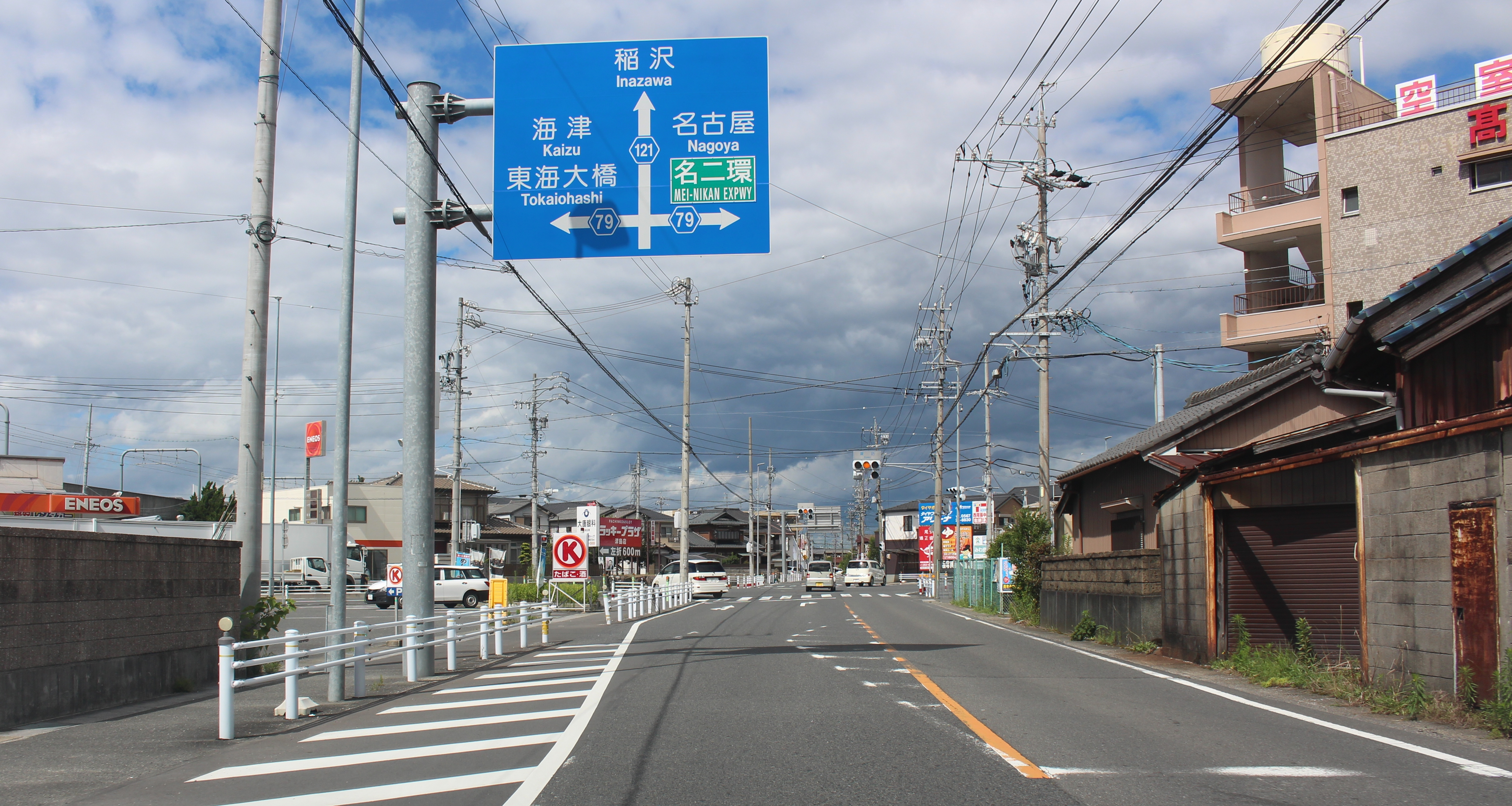
愛知県道121号津島稲沢線の愛知県道79号あま愛西線（甚目寺街道）との諏訪交差点、愛西市諏訪町にて

愛知県道121号津島稲沢線（あいちけんどう121ごう つしまいなざわせん）は、愛知県津島市から同県稲沢市に至る一般県道である。

## 概要

### 路線データ
- 起点：愛知県津島市寺前町（寺前町交差点：愛知県道458号一宮弥富線交点）
- 終点：愛知県稲沢市西町（愛知県道136号一宮清須線交点）

## 沿革
- 1959年（昭和34年）12月15日：認定

## 地理

### 通過する自治体
- 愛知県
津島市 - 愛西市 - 稲沢市

### 交差する道路

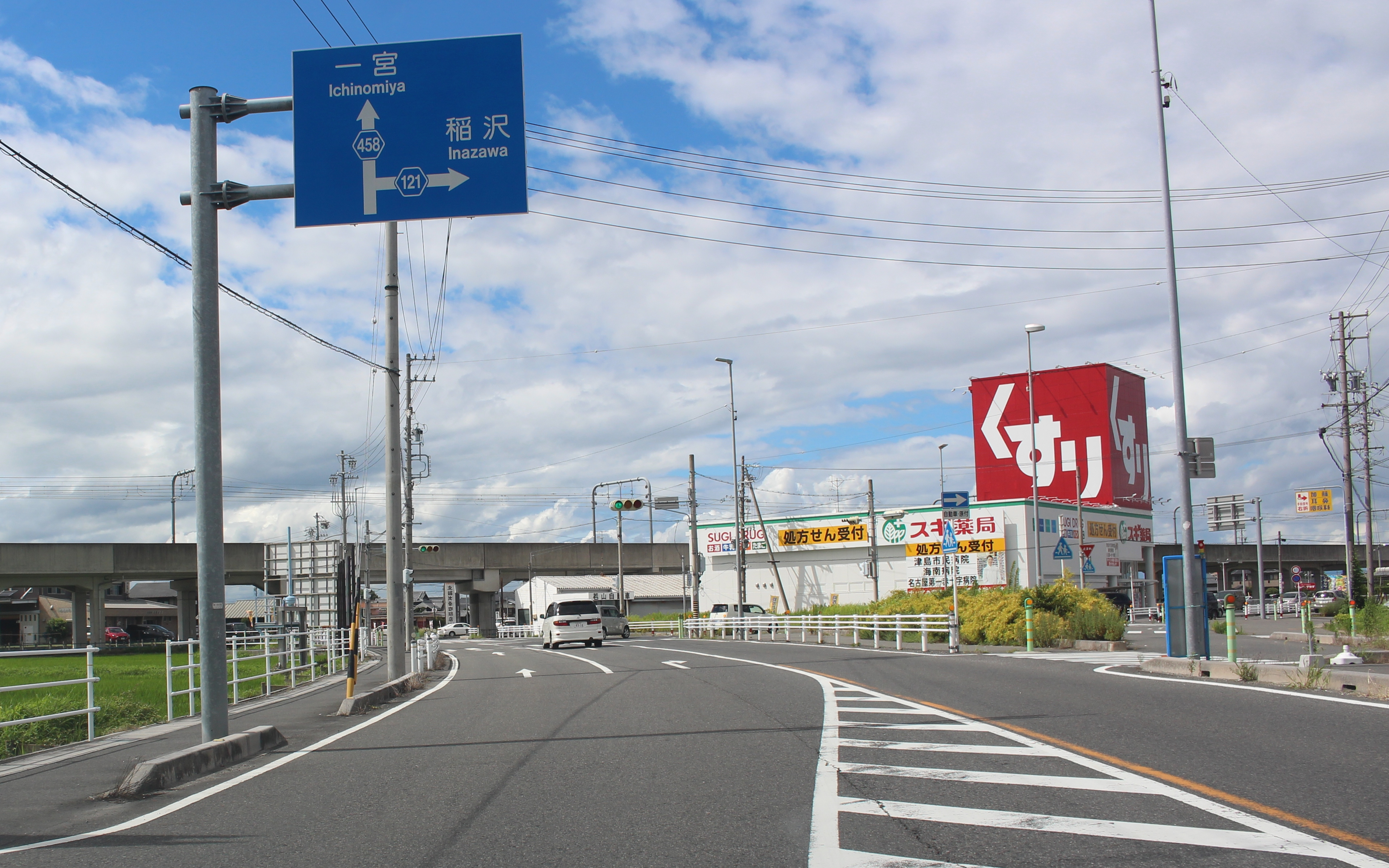
起点となる愛知県道458号一宮弥富線（巡見街道）との寺前町交差点、津島市寺前町

- 愛知県道458号一宮弥富線（巡見街道）（寺前町交差点、起点）
- 愛知県道79号あま愛西線（甚目寺街道）（愛西市諏訪町・諏訪交差点）
- 愛西市道（旧愛知県道122号勝幡停車場線）（愛西市勝幡町墨田）
- 愛知県道126号給父西枇杷島線（稲沢市平和町・東城橋西交差点）
- 愛知県道128号給父清須線（稲沢市平和町・上三宅交差点）
- 愛知県道130号馬飼井堀線・愛知県道67号名古屋祖父江線（稲沢市儀長・儀長南橋交差点）
- 愛知県道67号名古屋祖父江線（稲沢市矢合町・矢合口交差点）
- 愛知県道133号稲沢祖父江線（稲沢市船橋町）
- 愛知県道14号岐阜稲沢線・愛知県道65号一宮蟹江線（西尾張中央道）（稲沢市船橋町・市役所前交差点）
- 愛知県道14号岐阜稲沢線（稲沢市船橋町・稲沢警察署前交差点）
- 愛知県道136号一宮清須線（美濃街道）

### 沿線

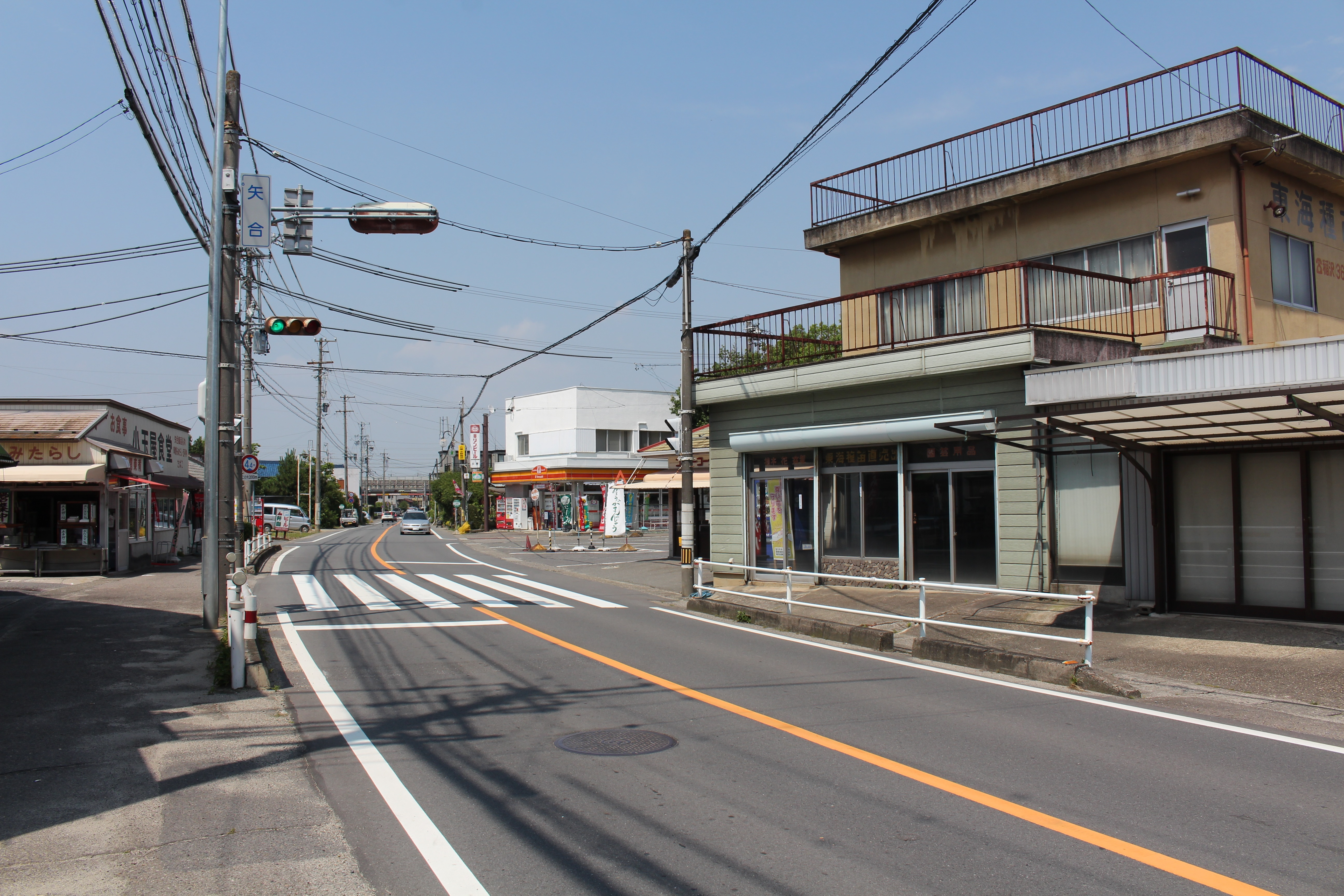
稲沢市矢合観音前

- 名鉄尾西線 藤浪駅
- 愛西市立佐織中学校
- 愛知県警察津島警察署佐織交番
- 稲沢市立三宅小学校
- 三宅川
- 矢合郵便局
- 愛知県警察稲沢警察署矢合駐在所
- 稲沢郵便局
- 愛知県警察稲沢警察署